# Hannah Payton
Hannah Christina Payton (Stourbridge, 23 maart 1994) is een wielrenster uit het Verenigd Koninkrijk, die actief is in het veldrijden en op de weg.
Op de Britse kampioenschappen veldrijden werd Payton in 2017 tweede.
Payton deed vier keer mee aan de wereldkampioenschappen veldrijden. In 2014 werd ze 35e bij de elite. In het seizoen 2014-2015 werkte ze voor het eerst met een coach en een strak trainingsschema. Volgens Andrew Reimann van Cyclocross Magazine was dat terug te zien in haar resultaten. In 2015 werd ze 34e bij de elite, in 2016 12e bij de op jaar ingevoerde beloften-categorie en in 2017 27e bij de elite.
Op de weg reed Payton vier jaar voor het Britse Drops Cycling Team. In 2018 reed ze de Giro Rosa.
Barnes · Boddy · Butler · Cameron · Coleman · Dickinson · Durrell · George · Massey · Osborne · Payton · Shaw · Simpson · Van Twisk · Womersley
Barnes · Christian · Coleman · Durrell · Duyck · Holden · Massey · Osborne · Park · Parkinson · Payton · Ritter · Shaw · Simpson · Van Twisk · Womersley · Zorzi
Buurman · Christian · Hammes · Holden · Lloyd · Park · Parkinson · Payton · Shaw · Simpson · Van Twisk · Weaver · Wiles
Anderson · E. Barker · M. Barker · Christian · Dickinson · Holden · Lloyd · Lowden · Parkinson · Payton · Redmond · Shaw